# Glycosmis pierrei
Glycosmis pierrei är en vinruteväxtart som beskrevs av Tyôzaburô Tanaka. Glycosmis pierrei ingår i släktet Glycosmis och familjen vinruteväxter. Inga underarter finns listade i Catalogue of Life.